# Ebonit

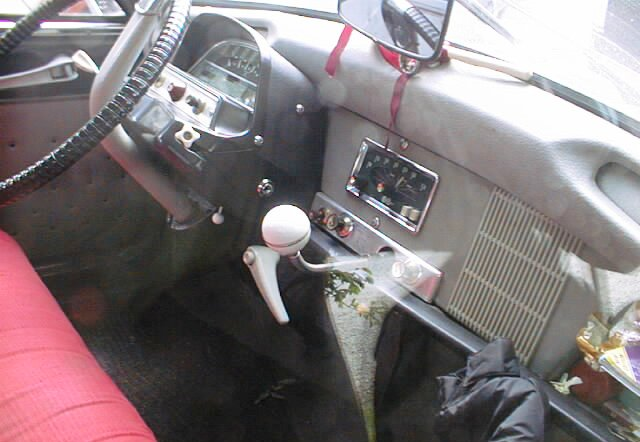
Ebonitové desky v automobilu Citroen

Ebonitový náramek, Švédsko, 60. léta 19. století

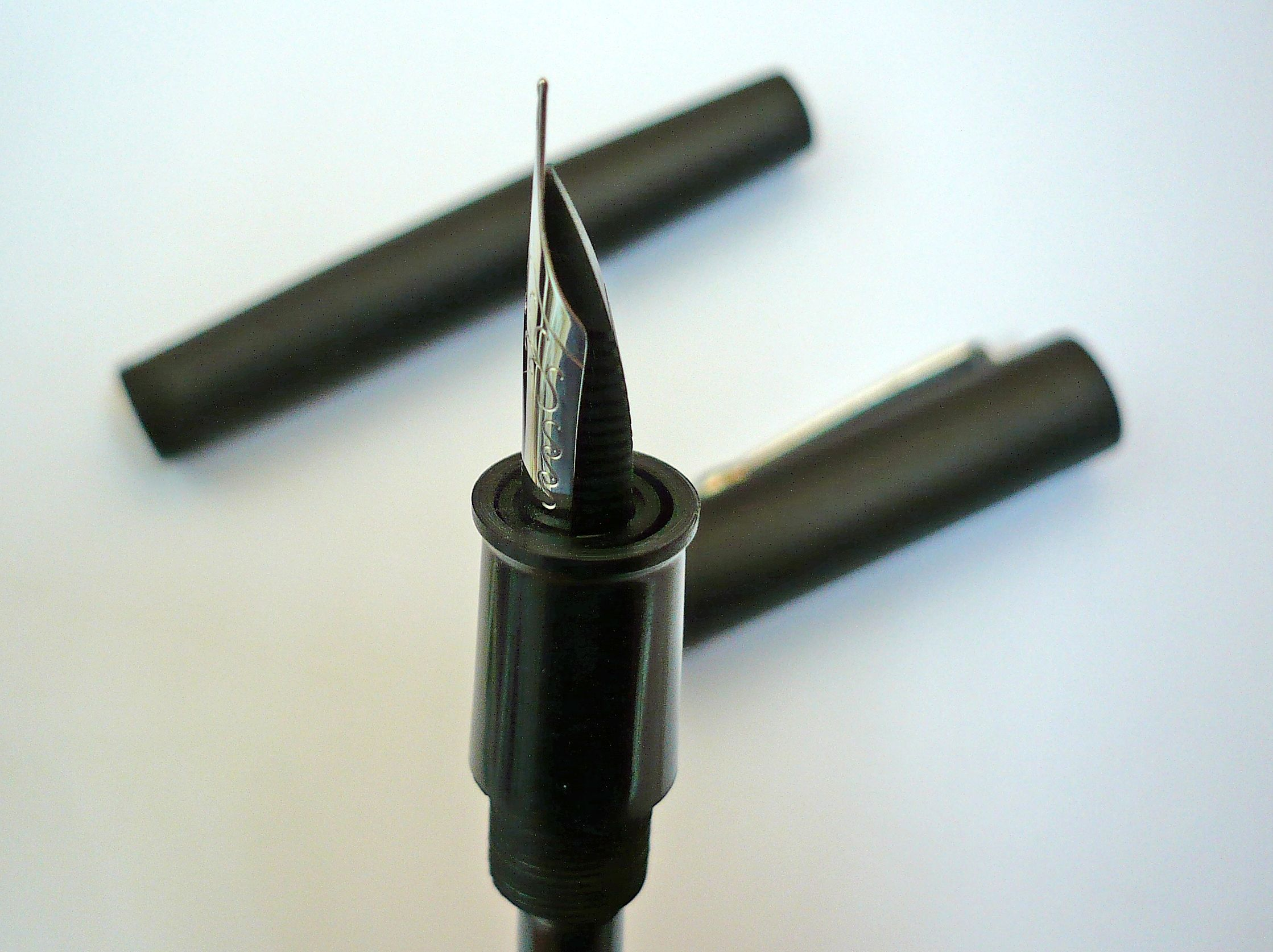
Plnicí pero ASA Maya 2

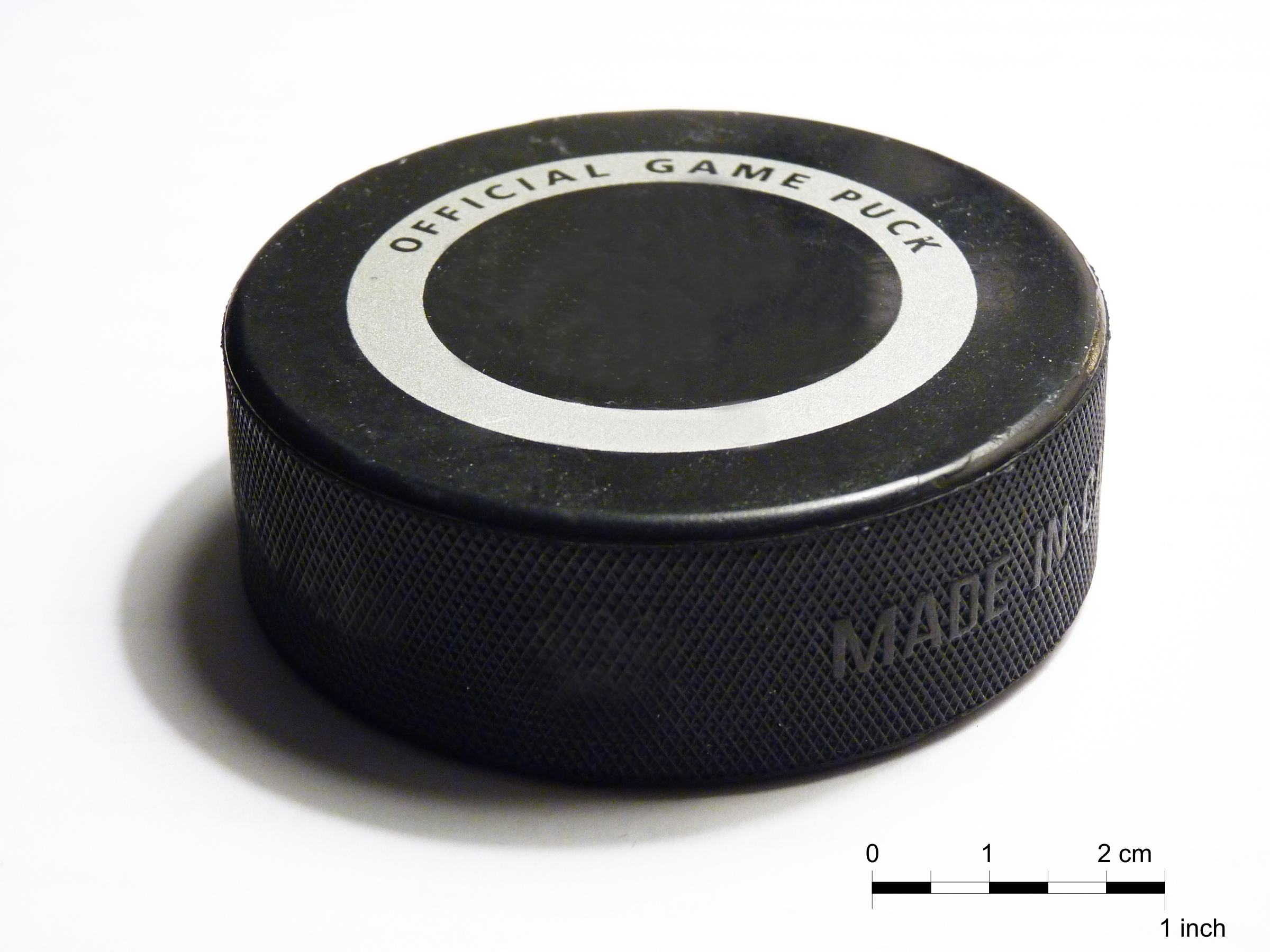
Hokejový puk z poloviny 20. století

Ebonit neboli tvrdá pryž je umělá hmota, jejíž výrobu vynalezli bratři Charles a Nelson Goodyearovi. Tato hmota byla s velkým úspěchem předvedena roku 1851 na Great Exhibition v Londýně jako náhražka drahého ebenového dřeva.
Hmota byla vyráběna z přírodního nebo umělého kaučuku procesem vulkanizace, která probíhá delší čas než v případě běžné pryže. Delší čas vede k dokonalému nasycení vazeb kaučuku se sírou.
Množství síry, které obsahuje, se může značně lišit, ale obvykle je relativně vysoké (30–40 %).

## Vlastnosti
Je to velmi tvrdý elektrický izolant černé barvy s možností vyleštění do vysokého lesku. Vykazuje odolnost vůči chemikáliím. Relativní permitivita εr je 2,5 až 5.

## Použití
Od 60. let 19. století se experimentovalo s různými možnostmi využití ebonitu jako náhražky ebenového dřeva nebo trvanlivého plastu, který dobře odolává otřesům, například v dopravních prostředcích.
Jeho tepelně izolačních vlastností se využívalo při montáži součástek elektrických přístrojů; vyráběla se z něj černá pouzdra olověných akumulátorů, přístrojové desky nebo držadla pák v autech, dále například sportovní potřeby jako bowlingové koule nebo hokejové puky, náústky saxofonu či dýmky nebo pianové klávesy. Estetické kvality i pružnosti ebonitu se využívalo i ve šperkařství.